# Ковач, Агнеш
А́гнеш Ко́вач (венг. Kovács Ágnes; 13 июля 1981, Будапешт) — венгерская пловчиха, Олимпийская чемпионка, двукратная чемпионка мира, 7-кратная чемпионка Европы. Специалистка в плавании брассом и комплексным плаванием.
Родилась в 1981 году в Будапеште. С 1995 года во взрослой сборной страны. В 1995 году в 14-летнем возрасте дебютировала на европейском чемпионате в Вене, где стала третьей на стометровке брассом, седьмой на дистанции вдвое длинней и третьей в комбинированной эстафете. Уже в следующем году 15-летняя Агнеш становится олимпийской медалистской на Играх в Атланте на 200 метрах брассом.
Пик карьеры спортсменки пришёлся на период 1998—2001 годов. В это время она дважды стала чемпионкой мира, в 1998 году в австралийском Перте и в 2001 году в японской Фукуоке. На Олимпиаде в Сиднее Ковач стала Олимпийской чемпионкой на 200-метровке и заняла 5-е место на 100 метрах. В 2001—2005 годах совмещала плавательные выступления с учёбой в Аризонском университете (США).
На своей третьей Олимпиаде, в Афинах, спортсменка осталась без медалей. Дистанцию 200 метров брассом она закончила пятой, на 100-метровке брассом не попала в финал, однако достаточно успешно выступила на новой для себе дистанции — 200 метров комплексным плаванием, — став четвёртой.
После Афин Агнеш Ковач успехов не добивалась, за исключением домашнего чемпионата Европы в Будапеште в 2006 году, где она завоевала три бронзовые медали.